# Cyphomyia curvispina
Cyphomyia curvispina är en tvåvingeart som beskrevs av Günther Enderlein 1914. Cyphomyia curvispina ingår i släktet Cyphomyia och familjen vapenflugor. Inga underarter finns listade i Catalogue of Life.